# Riedelia microbotrya
Riedelia microbotrya là một loài thực vật có hoa trong họ Gừng. Loài này được Theodoric Valeton miêu tả khoa học đầu tiên năm 1914.

## Phân bố
Loài này được tìm thấy ở cao độ 1.400 m trên dãy núi Bismarck, đông bắc Papua New Guinea. Mẫu vật điển hình: F.R.R. Schlechter 18606 do Rudolf Schlechter thu thập ngày 1 tháng 11 năm 1908.